# پال تری (نقاش کارتون)
پال تری (انگلیسی: Paul Terry؛ ۱۹ فوریهٔ ۱۸۸۷ – ۲۵ اکتبر ۱۹۷۱) یک کارگردان، فیلم‌نامه‌نویس، و تهیه‌کننده اهل ایالات متحده آمریکا بود.